# Leroy P. Steele-priset
Leroy P. Steele-priset är ett pris som delas ut varje år av American Mathematical Society, instiftat 1970. Priset delas ut i tre kategorier, som sedan 1993 har följande namn: The Leroy P. Steele Prize for Lifetime Achievement, The Leroy P. Steele Prize for Mathematical Exposition samt The Leroy P. Steele Prize for Seminal Contribution to Research, dessa kategorier hade funnits sedan 1979, men utan namn. Mellan 1970 och 1975 delades priset ut till framstående forskningsartiklar inom matematik. Åren 1976-78 delades inga pris ut.
Priset sattes upp 1970 genom en gåva som testamenterades från Leroy P. Steele och sattes upp till minne av George David Birkhoff, William Fogg Osgood och William Caspar Grautstein.

## The Leroy P. Steele Prize for Lifetime Achievement
- 1979 Antoni Zygmund, Salomon Bochner
- 1980 André Weil
- 1981 Oscar Zariski
- 1982 Fritz John
- 1983 Shiing-Shen Chern
- 1984 Joseph Doob
- 1985 Hassler Whitney
- 1986 Saunders Mac Lane
- 1987 Samuel Eilenberg
- 1988 Deane Montgomery
- 1989 Irving Kaplansky
- 1990 Raoul Bott
- 1991 Armand Borel
- 1992 Peter Lax
- 1993 Eugene Dynkin
- 1994 Louis Nirenberg
- 1995 John Tate
- 1996 Goro Shimura
- 1997 Ralph Phillips
- 1998 Nathan Jacobson
- 1999 Richard Kadison
- 2000 Isadore Singer
- 2001 Harry Kesten
- 2002 Michael Artin, Elias Stein
- 2003 Ronald Graham, Victor Guillemin
- 2004 Cathleen Synge Morawetz
- 2005 Israel Gelfand
- 2006 Frederick Gehring, Dennis Sullivan
- 2007 Henry McKean
- 2008 George Lusztig
- 2009 Luis Caffarelli
- 2010 William Fulton
- 2011 John Milnor
- 2012 Ivo Babuška
- 2013 Yakov G. Sinai

## The Leroy P. Steele Prize for Mathematical Exposition
- 1979 Robin Hartshorne
- 1980 Harold Edwards
- 1981 Nelson Dunford och Jacob Schwartz
- 1982 Lars Ahlfors, Tsit-Yuen Lam
- 1983 Paul Halmos
- 1984 Elias Stein
- 1985 Michael Spivak
- 1986 Donald Knuth
- 1987 Martin Gardner
- 1988 Sigurdur Helgason
- 1989 Daniel Gorenstein
- 1990 R. D. Richtmyer
- 1991 Jean-François Treves
- 1992 Jacques Dixmier
- 1993 Walter Rudin
- 1994 Ingrid Daubechies
- 1995 Jean-Pierre Serre
- 1996 Bruce Berndt, William Fulton
- 1997 Anthony Knapp
- 1998 Joseph Silverman
- 1999 Serge Lang
- 2000 John H. Conway
- 2001 Richard Stanley
- 2002 Yitzhak Katznelson
- 2003 John Garnett
- 2004 John Milnor
- 2005 Branko Grünbaum
- 2006 Lars Hörmander
- 2007 David Mumford
- 2008 Neil Trudinger
- 2009 Ian G. Macdonald
- 2010 David Eisenbud
- 2011 Henryk Iwaniec
- 2012 Michael Aschbacher, Richard Lyons, Stephen Smith, Ronald Solomon
- 2013 John Guckenheimer, Philip Holmes

## The Leroy P. Steele Prize for Seminal Contribution to Research
- 1979 Joseph Kohn, Hans Lewy
- 1980 Gerhard Hochschild
- 1981 Eberhard Hopf
- 1982 John Milnor
- 1983 Steven Kleene
- 1984 Lennart Carleson
- 1985 Robert Steinberg
- 1986 Rudolf Kalman
- 1987 Herbert Federer och Wendell Fleming
- 1988 Gian-Carlo Rota
- 1989 Alberto Calderón
- 1990 Bertram Kostant
- 1991 Eugenio Calabi
- 1992 James Glimm
- 1993 George Daniel Mostow
- 1994 Louis de Branges
- 1995 Edward Nelson
- 1996 Daniel Stroock och Srinivasa Varadhan
- 1997 Michail Gromov
- 1998 Herbert Wilf och Doron Zeilberger
- 1999 Michael Crandall, John Forbes Nash
- 2000 Barry Mazur
- 2002 Mark Goresky och Robert MacPherson
- 2001 Leslie Greengard och Vladimir Rokhlin
- 2003 Ronald Jensen och Michael Morley
- 2004 Lawrence Evans och Nicolai Krylov
- 2005 Robert Langlands
- 2006 Clifford Gardner, John Greene, Martin Kruskal, Robert Miura
- 2007 Karen Uhlenbeck
- 2008 Endre Szemerédi
- 2009 Richard S. Hamilton
- 2010 Robert Griess
- 2011 Ingrid Daubechies
- 2012 William Thurston
- 2013 Saharon Shelah

## Äldre priser
- 1970 Solomon Lefschetz
- 1971 James Carell, Jean Dieudonné, Phillip Griffiths
- 1972 Edward Curtis, William Ellison, Lawrence Payne, Dana Scott
- 1975 George Mackey, Blaine Lawson, Lipman Bers, Martin Davis, Joseph L. Taylor